# Psychograss

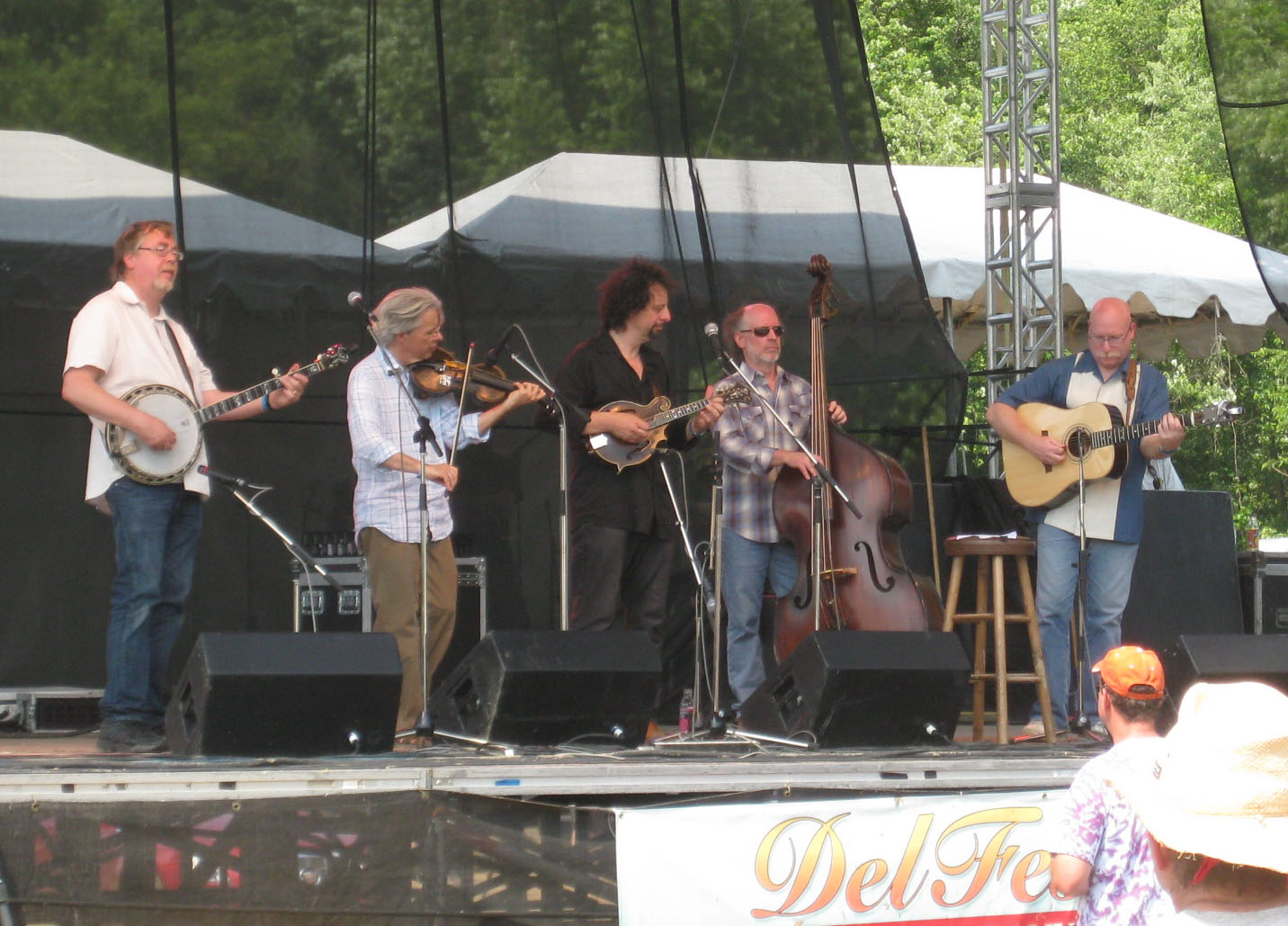
Psychograss in 2011

Psychograss is een Amerikaanse bluegrass-groep, wier muziek elementen van jazz, bluegrass, rock, popmuziek en klassieke muziek bevat. De groep bestaat op dit moment uit violist Darol Anger, mandoline-speler Mike Marshall, bassist Todd Philips, banjoïst Tony Trischka en gitarist David Grier. De groep heeft drie platen gemaakt, en één catch and release-live-album uitgegeven (gegevens 2012).

## Discografie
- Psychograss, Windham Hill, 1993
- Like Minds, Sugar Hill, 1996
- Now Hear This, Adventure Music, 2005